# Vehlingen
Vehlingen is een klein dorp in Duitsland, deelstaat Noordrijn-Westfalen. Het is een Ortsteil (stadsdeel) van de  gemeente Isselburg.
Het dorpje ligt ongeveer 2 kilometer ten westen van het centrum van Isselburg. De oppervlakte van Vehlingen is 7,5 km². Tot en met 31 december 1974 was Vehlingen een zelfstandige gemeente. Op het grondgebied van Vehlingen bevindt zich afrit 4 (Rees) van de Autobahn A 3 Arnhem - Ruhrgebied. Hier kruist deze Autobahn de Bundesstraße 67.
Vehlingen had rond 2010 ongeveer duizend inwoners. Actuelere bevolkingscijfers zijn niet beschikbaar. Geschiedkundige feiten van meer dan plaatselijk belang zijn niet overgeleverd. Zie verder onder Isselburg.

## Bezienswaardigheden
Bij Vehlingen bevindt zich het Biotopwildpark Anholter Schweiz. Dit is een door de graven van Salm-Salm te Vehlingen aangelegd park, met als opzet een imitatie van de natuur en de dorpsarchitectuur van Zwitserland. In het park bevindt zich een kleine dierentuin, waar uitsluitend dieren worden gehouden, die tot de oorspronkelijke inheemse fauna van Duitsland behoren. Onder andere zijn er lynxen, otters en Europese wilde katten te zien. Het in 2003 geopende berenbos bij dit park moest om verschillende redenen in 2019 weer worden gesloten.
Tussen Vehlingen en Isselburg ligt de recreatieplas Wolfssee, waar een uitgestrekt complex van vakantiehuisjes en caravanstandplaatsen omheen ligt.

## Afbeeldingen

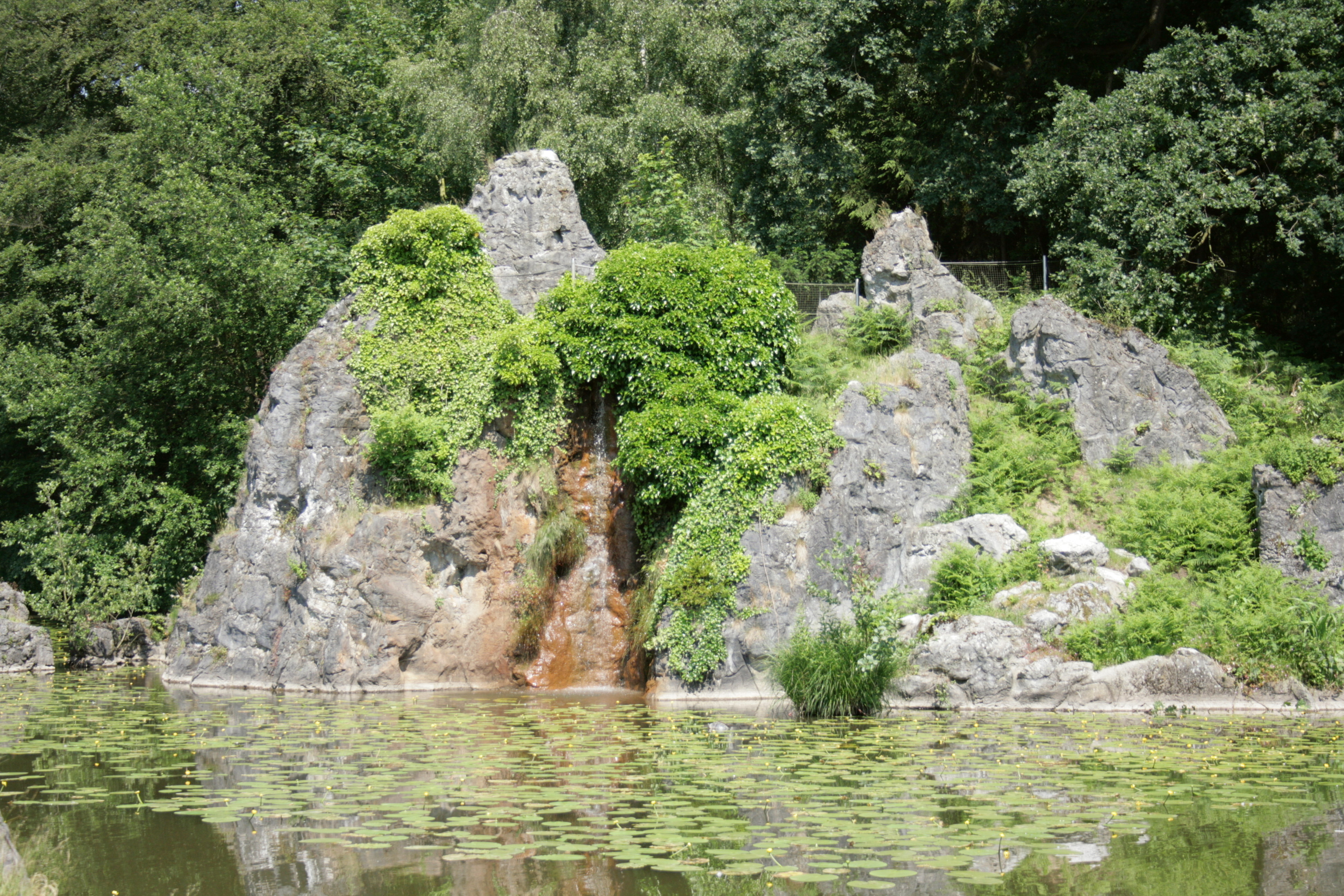
Imitatie-rotspartij met waterval in het park Anholter Schweiz
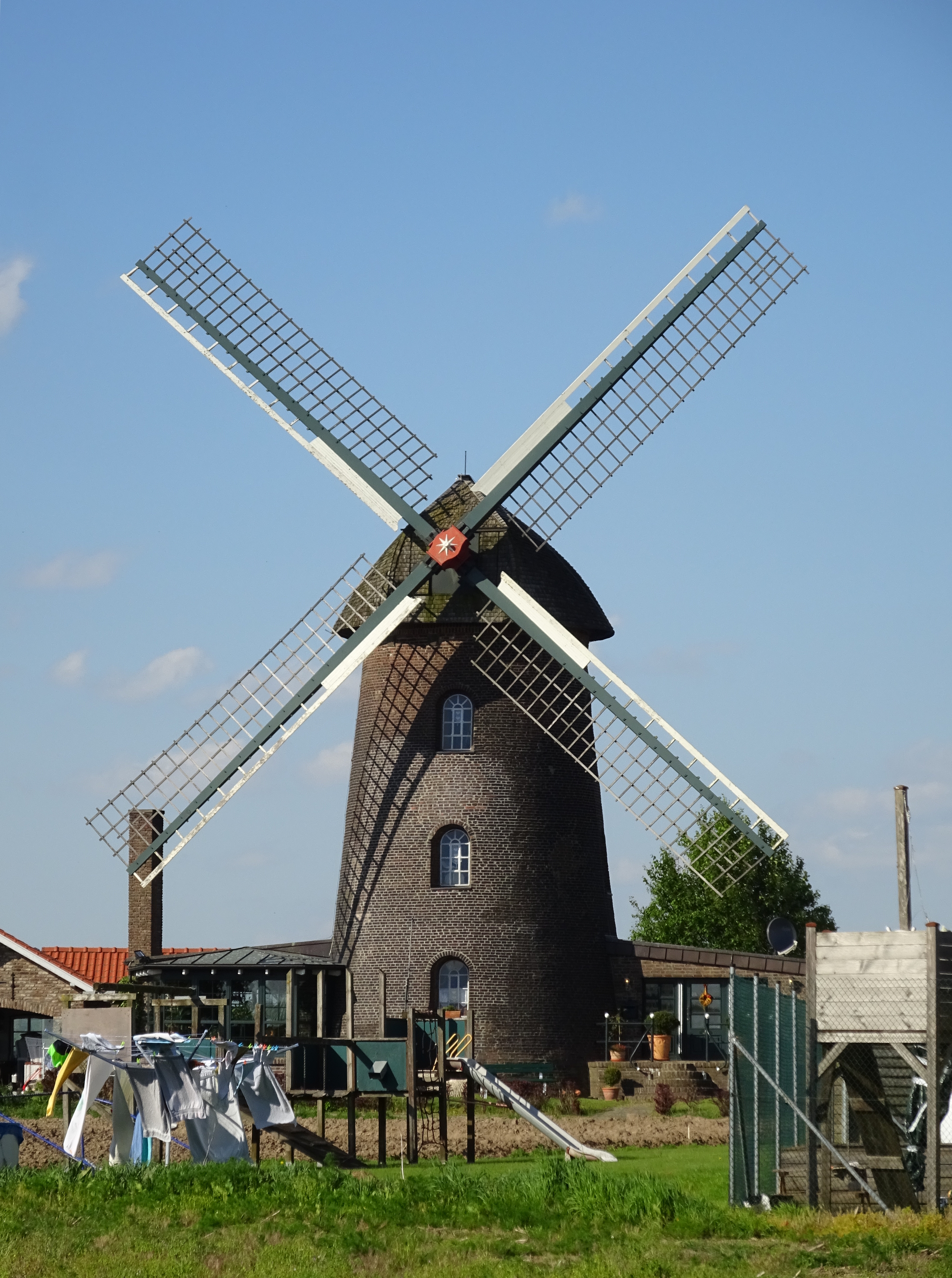
Windmolen te Vehlingen